# 四夸克态
粒子物理学中，四夸克态是一种由四个夸克形成的假想介子,是由两个夸克和两个反夸克组成的。原则上，现代强相互作用理论量子色动力学允许四夸克态的存在。然而，至今为止还没有任何确认的报道发现了四夸克态。任何关于四夸克态的发现可以证明奇异强子的存在，这是依据夸克模型分类的例外。 
四个夸克半夸克组合存在很多种可能的结构方式，紧凑的四夸克态（Tetraquark），介子分子态（Meson molecule），双夸克偶素（Diquark-onium，正夸克对与反夸克对的束缚态），强子夸克偶素（Hadro-quarkonium），夸克偶素伴随介子（Quarkonium adjoint Meson），具体方式还需深入研究。

## 研究
2003年，日本的Belle实验发现一种暂时称作X(3872)，被列为四夸克态的候选者， 这和原先的推测相符。X是一个暂时的名称，表示它的性质仍需要进一步实验来测定。后面的那个数字表示粒子的质量（用MeV表示）。
2004年，费米国立加速器实验室的SELEX实验发现了DsJ(2632)，也被列为四夸克态的候选者。
2007年，日本的Belle实验发现的Z+(4430)可能为四夸克态，其最简单的夸克结构是四夸克ccud。。
2007年，日本Belle实验室又發現了可能的四夸克態Y(4660)。
2009年，费米实验室宣布发现了暂时称为Y(4140)的粒子，它也可能是四夸克态。
2010年，两位来自德国电子加速器的物理学家和一位来自巴基斯坦真納大學的物理学家重新分析了过去的实验数据并宣布，存在一种定义明确的四夸克态共振，它与
ϒ
(5S)介子（一种形式的底夸克偶素）有关。
2012年，日本Belle實驗室发现2个新介子态Z+
b(10610)和Z+
b(10650)，这两个介子带电荷，其最简单的夸克结构是四夸克bbud。
2013年3月，中国北京正负电子对撞机BESIII合作组发现了四夸克态粒子Zc(3900)。一周后日本高能加速器Belle实验室发现了为同一种粒子的Z(3895)。美国的研究人员采用美国康奈尔大学CLEO-c实验保存的数据证实了Z±
c(3900)和Z0
c(3900)。。这种介子态的四夸克结构是ccud。

。
12月，中国北京正负电子对撞机BESIII合作组宣布发现了一种Zc(3900) 新的衰变模式，并确定了其自旋-宇称量子数；在两个不同的衰变末态中发现了两个新的共振结构，分别命名为Zc(4020)和Zc(4025)，它们极有可能是Zc(3900)的质量较高的伴随态；首次观测到X(3872)在Y(4260)辐射跃迁中的产生。BESIII的实验结果表明Zc(3900)与以前发现的X(3872)、Y(4260)等粒子之间可能存在着实质性的关联，应当放在统一的框架内进行理论研究，探索它们的性质。
2014年，欧洲核子研究中心（European Organization of Nuclear Research，CERN）的大型强子对撞机底夸克物理实验（Large Hadron Collider beauty Experiment）LHCb合作组在高统计量（13.9 σ）的实验数据分析中证实了Z(4430)的存在。
2016年3月，费米实验室DZero团队（DØ experiment）的研究者发现了一种由底、奇、上、下四味不同夸克构成的四夸克粒子X(5568)。DZero实验是费米实验室万亿电子伏特加速器（Tevatron）的两大实验之一，Tevatron已在2011年停止运行，但有关团队仍在继续对以前碰撞产生的数十亿次事件进行分析。2015年7月，研究者首次发现了X（5568）粒子的线索。 X(5568)衰变为Bsπ±。 但是，在LHCb的数据中没有这个粒子的证据，却有一个更大的样本
B0
sπ±侯选。 
2016年7月，欧洲核子研究中心(CERN)的LHCb合作组宣布发现四个新的可能四夸克态，命名为X(4140)，X(4274)， X(4500) ， X(4700)，可能的结构是ccss。
2020年, LHCb宣布发现一种夸克结构为cccc的四夸克态 X(6900)。
2020年9月LHCb合作组在D*-K*+末态中观测到了一个奇特的结构，他们将这个结构拟合成了两个共振态，即X0(2900)和X1(2900)，自旋宇称分别是JP=0±和JP=1-。这两个共振态都包含四种完全不同的夸克组分，即csud。这是实验上首次发现包含四个不同夸克的奇特强子态。
2020年11月份，北京正负电子对撞机（BEPC）上的北京谱仪第三期（BESIII）合作组发现了第一个带有奇异数的隐粲四夸克态的候选者Zcs±(3985),推测的结构为 ccsu。
2021年3月，LHCb合作组發現一種夸克結構為ccud的四夸克態Tcc+。
2021年3月，LHCb合作组宣布发现四个新的奇特态强子，Zcs(4000)+、Zcs(4220)+、X(4685)，X(4630)。其中X(4685)，X(4630)与2016年发现4种粒子结构一样为ccss。另外两种Zcs(4000)+、Zcs(4220)+粒子的夸克结构为 ccus。
2022年7月9日，在意大利举行的第41届国际高能物理大会（International Conference on High Energy Physics，ICHEP2022）上公布新的发现，LHC的CMS（Compact Muon Solenoid）合作组发现了一个可能由四个粲夸克组成的奇特强子家族，基于2016-2018年CMS采集的所有“质子-质子”对撞数据，合作组在两个粲夸克偶素（J/ψ，夸克成分为粲夸克c和反粲夸克）的不变质量谱中观测到了一个新的粒子家族，该家族中的三个共振峰依据质量被暂时命名为X(6600)、X(6900)和X(7300),这三个粒子可能由四个同味重夸克组成。其中X(6600)和X(7300)粒子是首次被观测到，同时，CMS的结果确认了LHCb两年前发现的X(6900)的存在。ATLAS（A Toroidal LHC ApparatuS）合作组发现了四粲夸克事例超出的证据。在该分析中，研究人员利用全部Run-2数据研究了末态为四个缪子、通过双J/ψ和J/ψ+ψ(2S)两个道衰变的事例。ATLAS在双J/ψ质谱中发现数据明显超过总背景，能看到一个X(6900)质量峰和接近阈值处的一个宽结构。考虑干涉效应，可以拟合出质量分别位于6.22 GeV，6.62 GeV和6.87 GeV的三个共振态。另在J/ψ+ψ(2S)道中也看到两个显著的共振峰。
2022年7月，LHCb合作组发现三个新奇特态粒子：一个新型“五夸克态”强子和两个互为伴随态的新型“四夸克态”强子。其中，两个“四夸克态”强子一个带有两个电荷，另一个为电中性。它们的内部结构很奇特：包含了四种不同类型的夸克成份，质量约为质子质量的3.1倍。夸克結構為 csud 和 csud的新粒子。

## XYZ新强子态
对于这些新发现的含粲偶素（cc）的新强子態，研究者用{\displaystyle {X}}、{\displaystyle {Y}}、{\displaystyle {Z}}分別命名
- {\displaystyle {X}}：中性含粲偶素强子態，除（1−−）的矢量介子外
- {\displaystyle {Y}}：中性含粲偶素强子態，（1−−）矢量介子
- {\displaystyle {Z}}：带电含粲偶素强子態，